# Alfredo Ormando
Alfredo Ormando (San Cataldo, 15 de diciembre de 1958 - Roma, 23 de enero de 1998) fue un escritor y teólogo homosexual italiano.
El 13 de enero de 1998 se prendió fuego en la Plaza de San Pedro (Roma) para manifestarse contra las actitudes y políticas de la Iglesia católica respecto a la homosexualidad. Después de que dos policías apagaran las llamas, fue llevado al hospital de Sant'Eugenio en estado crítico. Murió varios días después.
Poco antes de su suicidio, escribió en una nota a modo de carta:

Pido perdón por haber venido a este mundo, por haber envenenado su aire con mi aliento, por haber osado pensar que podría vivir como un hombre libre, por no poder aceptar que soy diferente — a pesar de no sentir la diferencia, por haber creído que la homosexualidad es algo natural, por haberme puesto al mismo nivel que los heterosexuales... por haberme atrevido a reír.
Ormando

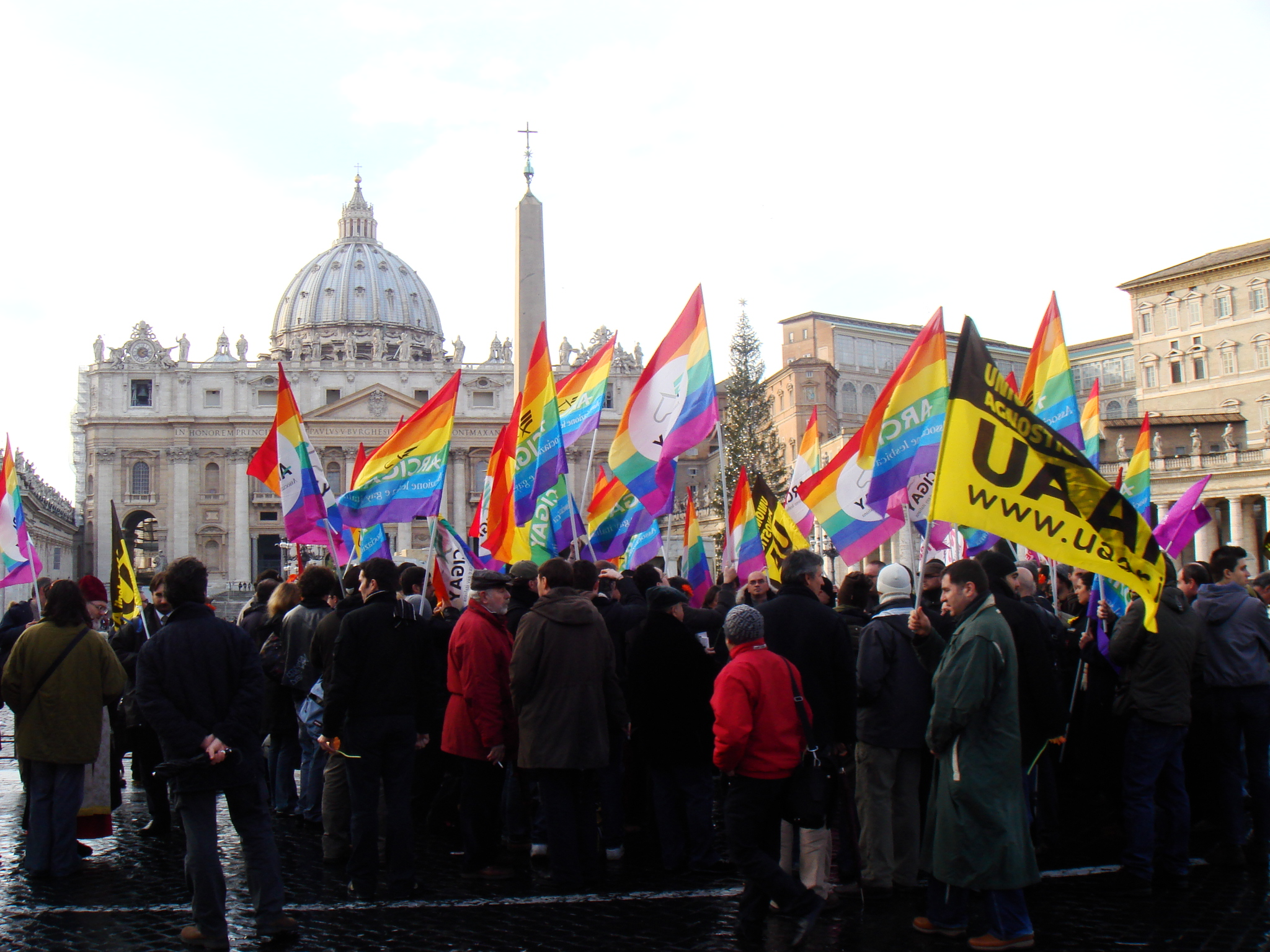
Protesta en recuerdo de Alfredo Ormando. Vaticano, Roma, 12 de enero de 2008.

Con el deseo de un santo patrón para los homosexuales, Ormando fue propuesto como santo en 2002 por la organización LGBT Dionysos Arcigay. El grupo de activistas cristianos de Estados Unidos Soulforce realizó en 2005 un piquete en la plaza de San Pedro, en la Ciudad del Vaticano. Pedían al Vaticano que pidiese perdón por su actitud frente a los homosexuales y apelaba a los creyentes a boicotear al Vaticano retirándole las donaciones.